# Квазірегулярний елемент
У теорії кілець квазірегулярним елементом називається елемент кільця для якого існує так званий квазіобернений елемент. Поняття квазірегулярних елементів зокрема використовуються в означенні радикала Джекобсона. Особливо важливі вони у теорії кілець без одиниці.

## Означення
Елемент x кільця (можливо без мультиплікативної одиниці) називається правим квазірегулярним якщо існує елемент y для якого {\displaystyle x+y-xy=0}. Елемент x називається лівим квазірегулярним якщо існує елемент y для якого {\displaystyle x+y-yx=0}. Елемент y у першому випадку називається правим квазіоберненим, а у другому лівим квазіоберненим до x.
Якщо елемент є і правим і лівим квазірегулярним він називається квазірегулярним елементом.
Якщо в кільці є одиниця, то x є правим квазірегулярним тоді і тільки тоді, коли для елемента 1 - x існує правий обернений. Аналогічно для лівих квазірегулярних елементів.
Справді, нехай x є правим квазірегулярним і {\displaystyle x+y-xy=0}. Тоді {\displaystyle (1-x)(1-y)=1-x-y+xy=1} і елемент 1 - y є правим оберненим до 1 - x.
Навпаки, якщо {\displaystyle (1-x)z=1} то {\displaystyle x+1-z-x(1-z)=x+1-z-x+1+z=0} і 1 - z є правим квазіоберненим елементом для x.
Якщо ввести операцію {\displaystyle x\cdot y=x+y-xy}, то {\displaystyle \cdot } є асоціативною і відображення {\displaystyle (R,\cdot )\to (R,\times );x\mapsto 1-x} є ізоморфізмом моноїдів. Тому, якщо для елемента існують праві і ліві квазіобернені то вони є рівними. Дійсно, оскільки 0 є мультиплікативною одиницею, якщо {\displaystyle x\cdot y=0=y'\cdot x}, то {\displaystyle y=(y'\cdot x)\cdot y=y'\cdot (x\cdot y)=y'}.
Іноді також елемент x називається правим квазірегулярним якщо існує y для якого {\displaystyle x+y+xy=0}, що у випадку кілець з одиницею є еквівалентним існуванню правого оберненого елемента для 1 + x.

## Приклади
- Якщо R є кільцем, то 0 (адитивний нейтральний елемент) є квазірегулярним елементом.
- Якщо {\displaystyle x^{2}} є правим (лівим) квазірегулярним елементом, то {\displaystyle x} є правим (лівим) квазірегулярним елементом.

Якщо {\displaystyle x^{2}+y-x^{2}y=0} то {\displaystyle x+(y-x+xy)-x(y-x+xy)=0} і {\displaystyle y-x+xy}  є правим квазіоберненим до елемента {\displaystyle x}.
- Довільний нільпотентний елемент кільця R є квазірегулярним.

Якщо {\displaystyle x^{n+1}=0}, то {\displaystyle -x-x^{2}-\dotsb -x^{n}} є правим і лівим квазіоберненим елементом для x.
- Матриця є квазірегулярним елементом кільця матриць тоді і тільки тоді, коли 1 не є власним значенням для даної матриці.
- Якщо R є кільцем і S = R[[X1, ..., Xn]] — кільце формальних степеневих рядів від n змінних над R, то елемент кільця S є квазірегулярним якщо і тільки якщо його вільний член є квазірегулярним елементом кільця R.